# Fat (hushållsredskap)
Fat är en mer eller mindre flat skål eller tallrik främst avsedd för servering av föda. Fat kan även användas om liknande föremål för andra syften som rakfat, askfat, dopfat, blomfat, tvättfat med mera. Ordet kommer från fornsvenska fata och betyder fatta eller innesluta.